# لنگه کفش
لنگه کفش نام سومین آلبوم غیر رسمی محسن چاوشی است . پس از انتشار آلبوم "خودکشی ممنوع" چندین کار به شکل غیر رسمی و ترک به ترک منتشر شد.
همین قطعات در زمستان سال ۱۳۸۴ تبدیل به آلبوم سوم محسن چاوشی شدند و به نوعی باعث به وجود آمدن آلبومی ناخواسته شدند. 
آهنگ‌سازی این آلبوم را خود محسن چاوشی انجام داده و تنظیم از رضا فوادیان است و ترانه سرایان حسین صفا و امیر ارجینی میباشند.
زیرصدا در قطعه تنگ بلوری: حامد هاکان

## فهرست آهنگ‌ها
| نام ترانه     | ترانه‌سرا    | آهنگساز    | تنظیم کننده | همخوان     |
| ------------- | ----------- | ---------- | ----------- | ---------- |
| لنگه کفش      | حسین صفا    | محسن چاوشی | رضا فوادیان |            |
| بچه‌های اهواز  | حسین صفا    | محسن چاوشی | رضا فوادیان |            |
| تنگ بلوری     | امیر ارجینی | محسن چاوشی | رضا فوادیان | حامد هاکان |
| عشق دوحرفی    | امیر ارجینی | محسن چاوشی | رضا فوادیان |            |
| خاطره‌های مرده | حسین صفا    | محسن چاوشی | رضا فوادیان |            |
| شادابی        | حسین صفا    | محسن چاوشی | رضا فوادیان |            |
| گیسو طلا      | حسین صفا    | محسن چاوشی | رضا فوادیان |            |